# Rajon

Rajons van Rusland (2012)

Een rajon (Russisch en Oekraïens: район; Wit-Russisch: раён; Kazachs: ауданы, aūdany) is een bestuurlijke eenheid in een aantal landen die voorheen deel uitmaakten van de Sovjet-Unie. De benaming is afgeleid van het Franse rayon en komt onder andere voor in Rusland, Oekraïne, Moldavië en Wit-Rusland. 
In verschillende landen waaronder Rusland staan rajons twee bestuurslagen onder het nationale niveau, ze zijn bijvoorbeeld ondergeschikt aan een oblast. Ze zijn daarmee vergelijkbaar met de Landkreisen in Duitsland.
In het Nederlands worden de rajons ook wel aangeduid als districten.

## Rajons per land
Rajons kunnen deel uitmaken van:
- Azerbeidzjan: direct onder het landsbestuur
- Kazachstan: een oblast (облысы, oblysy)
- Kirgizië: een oblast
- Litouwen: een bestuurlijke laag kleiner dan een district, maar groter dan een gemeente. Rajons dragen de naam van de grootste kern.
- Moldavië: direct onder het landsbestuur
- Oekraïne: een oblast of de autonome republiek van de Krim
- Rusland: een (autonome) oblast, kraj, autonome republiek, autonoom district of grote stad (Moskou en Sint-Petersburg)
- Sovjet-Unie: een kleine sovjetrepubliek (SSR), oblast, kraj, autonome republiek, autonoom district of grote stad
- Wit-Rusland: een oblast

In Rusland en Kazachstan worden grotere steden in oblasten meestal gelijkgesteld aan rajons. De benaming hiervoor was in het Russisch tot 2003 город областного подчинения; stad onder jurisdictie van de oblast (of stad ondergeschikt/gesubordineerd aan de oblast). Huidige benaming in het Kazachs: Қалалық Әкімдік, stedelijk gouvernement of stedelijk akimaat, meestal afgekort als Қ.Ә. (met hoofdletters, want de afkortingen қ.ә. en к.ә. hebben een andere betekenis). In Rusland is het bestuurlijk systeem sindsdien veranderd van opzet: de districten (rajons) zijn hernoemd naar gemeentelijke districten en de grote steden naar stedelijke districten. Deze staan nog steeds gelijk aan elkaar. Zie verder Russische gemeente.